# Латтуада, Феличе
Феличе Латтуада (итал. Felice Lattuada, 5 февраля 1882, Моримондо, Ломбардия — 2 ноября 1962, Милан) — итальянский композитор, дирижёр и музыкальный педагог.

## Биография
В молодости работал школьным учителем. Музыкант-самоучка. В 1907—1912 годах изучал композицию в Миланской консерватории под руководством В. Феррони.
Руководил оркестром Teatro Dal Verme и театра Ла Скала. Ф. Латтуада с 1935 по 1962 год был директором музыкальной школы в Милане (Civica Scuola di Musica) .
Автор симфонической музыки, опер и оперетт, ряда произведений оркестровой и камерной музыки, написанных в лирическом и экспрессивном духе, а также произведений для театра, включая «Дона Жуана», награждённого премией Concorso Nazionale della Pubblica Istruzione в 1928 году.
Его сын Альберто Латтуада (1914—2005) был известным кинорежиссёром, они оба работали над несколькими проектами в течение 1940-х годов.

## Избранная фильмография
- Figaro and His Great Day (1931)
- Palio (1932)
- Yes, Madam (1942)
- Джакомо-идеалист / Giacomo l’idealista (1943)
- Преступление Джованни Эпископо / Il Delitto di Giovanni Episcopo (1947)
- Огни варьете (1950)